# Andrea Doria (navă)

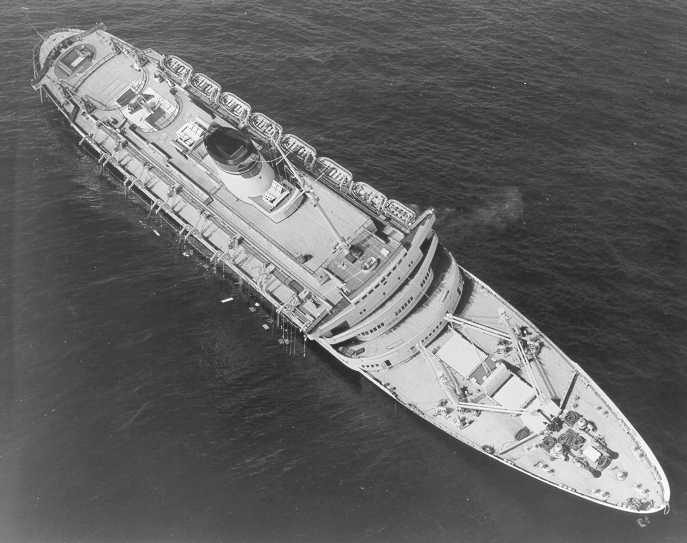
Andrea Doria înaintea scufundării

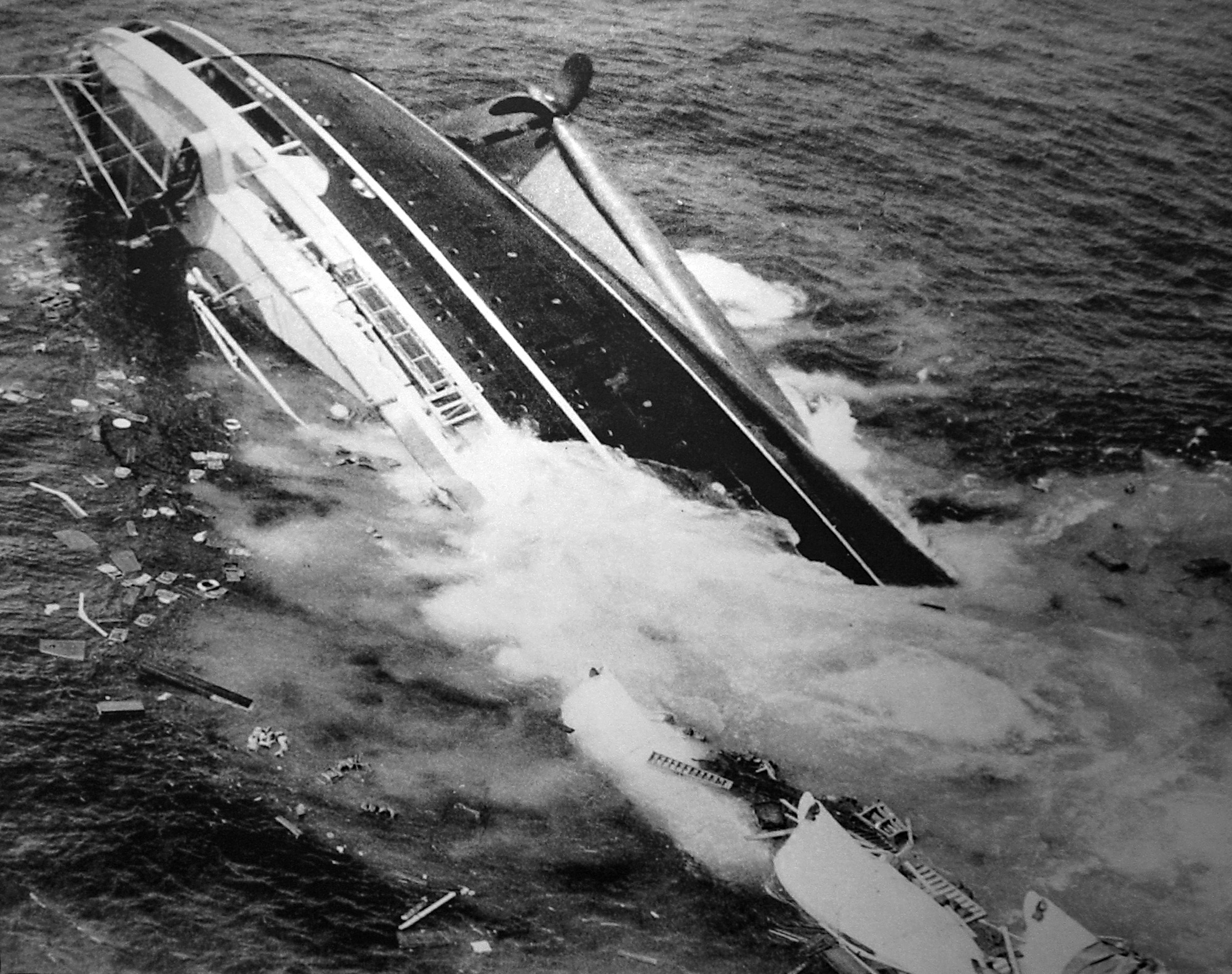
Andrea Doria pe 26 iulie 1956

Andrea Doria a fost o navă de pasageri aparținând „Società di navigazione Italia” al Grupului de Firme Finmare. Nava a fost construită la șantierele navale Ansaldo din Genova și lansată la 16 iunie 1951, efectuând voiajul inaugural în 14 ianuarie 1953. A fost numită după numele amiralului genovez din secolul al XVI-lea, Andrea Doria. Nava putea transporta 1240 de pasageri și 500 membri ai echipajului. Andrea Doria a fost cea mai mare, mai sigură și mai rapidă navă de pasageri din flota italiană.
În 25 iulie 1956, în timp ce naviga în vestul Oceanului Atlantic de-a lungul coastei americane între Nantucket și New York, Andrea Doria s-a ciocnit cu nava MS Stockholm,  ceea ce a devenit unul dintre cele mai faimoase dezastre maritime din istorie. Dintre pasageri și membri ai echipajului de pe  Andrea Doria au decedat 46 de oameni în coliziune și doar cinci membri ai echipajului de la bordul navei Stockholm.
Andrea Doria s-a scufundat după 11 ore de la impact în  dimineața zilei de 26 iulie 1956 la 60 Mm de Nantucket,  Massachusetts.
Epava a fost explorată de oceanografi celebri cum ar fi Jacques-Yves Cousteau și Robert Ballard și a rămas într-o stare destul de bună până recent, când părți ale suprastructurii  corpului  au început să cedeze.
Epava navei Andrea Doria se află la o adâncime de 75 m și este în prezent deseori frecventată de scafandri. Datorită condițiilor dificile de scufundare (curenți, distanță mare față de țărm) și a numeroaselor decese care au avut loc, Andrea Doria a fost denumită „Muntele Everest al epavelor”.

## Caracteristici tehnice
- deplasament: 29 100 tdw
- lungime: 213 m
- lățime: 27 m
- propulsie: motoare cu turbine cu aburi și 2 elice
- viteza: 23 Nd